# Dialekt langwedocki
Dialekt langwedocki (lengadocian, fr. languedocien) – dialekt języka oksytańskiego, używany w Langwedocji i Gaskonii w południowej Francji. 